# Ziba Ganieva
Ziba Ganieva (Şamaxı, 20 août 1923 - Moscou, 2010) est une tireuse d'élite azerbaïdjanaise de la Seconde Guerre mondiale.